# This Is Who We Are
This Is Who We Are es el primer DVD de la banda de metalcore As I Lay Dying. Fue lanzado el 14 de abril de 2009, a través de Metal Blade Records.El álbum vendió 4.200 copias de vídeo en los EE. UU. durante su primera semana de ventas que le permite debutar en el número 2 en la lista Top Videos Musicales. El 18 de mayo de 2009, el DVD fue certificado por  Gold en los EE. UU. Tuvo certificado Platino en Canadá por la CRIA.

## Lista de temas

### Disco 1: Documental
Historia de la banda completa incluye entrevistas con los artistas en profundidad y los comentarios, entrevistas con amigos y familiares, así como las observaciones y las historias de carretera de los compañeros y las bandas que han trabajado y se hizo amigo de As I Lay Dying desde el inicio de la banda.

### Disco 2: ¡En Vivo!
Videos de las canciones en directo grabadas en varios lugares durante As I Lay Dying tours 2008. 
1. "Falling Upon Deaf Ears" (Seacoast Community Church)
2. "Forever" (Seacoast Community Church)
3. "Meaning In Tragedy" (The Jumping Turtle)
4. "The Darkest Nights" (The Jumping Turtle)
5. "Separation" (The Grove of Anaheim)
6. "Nothing Left" (The Grove of Anaheim)
7. "An Ocean Between Us" (The Grove of Anaheim)
8. "Within Destruction" (The Grove of Anaheim)
9. "Forsaken" (The Grove of Anaheim)
10. "Distance Is Darkness" (The Grove of Anaheim)
11. "I Never Wanted" (The Grove of Anaheim)
12. "The Sound of Truth" (The Grove of Anaheim)
13. "94 Hours" (Cornerstone)
14. "Through Struggle" (Wacken Open Air)
15. "Reflection" (With Full Force Festival)
16. "Confined" (Wacken Open Air)

### Disco 3:Vídeos musicales y características de los Bonus
Vídeos musicales y extras incluyendo historias y muchas giras. los perfiles de personalidades y más 
1. "Nothing Left" (Dirigido por Brian Thompson)
2. "The Sound of Truth" (Dirigido por Brian Thompson)
3. "Within Destruction" (Dirigido por Jerry Clubb)
4. "Confined" (Dirigido por Christopher Sims)
5. "Through Struggle" (Dirigido por Lex Halaby)
6. "Darkest Nights" (Dirigido porDarren Doane)
7. "Forever" (Dirigido por Derek Dale)
8. "94 Hours" (Dirigido por Derek Dale)

## Personal
- Tim Lambesis - vocalista
- Jordan Mancino - batería
- Nick Hipa - guitarra
- Phillip Sgrosso - guitarra
- Josh Gilbert - bajo/ voces limpias
- Producido y dirigido por Denise Korycki